# Sarah Sellers
Sarah Sellers (*  10. Juli 1991 als Sarah Callister) ist eine US-amerikanische Langstreckenläuferin. Sie wurde 2018 überraschend Zweite beim Boston-Marathon.

## Leben
Sarah Sellers besuchte bis 2009 die Ogden High School in Ogden (Utah). Danach studierte sie von 2009 bis 2012 Krankenpflege an der Weber State University in Ogden, für deren Hochschulsportteam sie in diesem Zeitraum auch lief. Sie konnte insgesamt neunmal bei der Big Sky Conference gewinnen. Ihre persönliche Bestzeit über 10.000 Meter von 32:51,17 min lief sie im April 2012. Ihr Studium schloss Sellers mit dem bestmöglichen Notendurchschnitt (GPA) von 4,0 ab. Danach besuchte sie als Graduate School die Barry University in Miami Shores (Florida).
Bereits als Senior im College erlitt Sellers einen Ermüdungsbruch in ihrem Fuß. Infolgedessen musste sie ein Jahr lang aussetzten und begann erst in Florida wieder zu laufen, um fit zu bleiben. Laut ihres Trainers braucht die vollständige Genesung von der Verletzung drei Jahre. 2017 schloss Sellers ihr Studium ab und begann daraufhin Vollzeit als Anästhesiepflegerin (Certified Registered Nurse Anesthetist) in einem Universitätsklinikum in Tucson (Arizona) zu arbeiten. Im September 2017 gab Sellers beim Huntsville Marathon ihr Marathondebüt und gewann in einer Zeit von 2:44:27 h.
Am 16. April 2018 startete sie beim Boston-Marathon – ursprünglich in der Hoffnung, einen Top-15-Platz zu erreichen und sich für die Olympic Trials zu qualifizieren. Das Rennen war vor allem von Wind, Regen und Temperaturen nahe dem Gefrierpunkt, den kältesten beim Boston-Marathon seit 30 Jahren, geprägt. Im Rennverlauf stiegen viele Favoritinnen aus oder büßten trotz einer an der Spitze verhältnismäßig sehr langsamen ersten Hälfte (1:19:41 h) deutlich an Tempo ein. Sellers lag nach der Halbmarathon-Marke in 1:22:05 h auf Rang 25 und konnte von da an stetig Plätze gut machen: Bei Kilometer 35 lag sie bereits auf Rang 13, auf den nächsten fünf Kilometern machte sie zehn weitere Plätze gut, indem sie unter anderem Olympiamedaillengewinnerin Shalane Flanagan, die zweifache Weltmeisterin Edna Kiplagat und die amerikanische Nationalrekordhalterin Molly Huddle passierte. Das Ziel erreichte sie schließlich völlig unerwartet als Zweite etwa vier Minuten hinter Siegerin Desiree Linden in einer Zeit von 2:44:04 h.
Im November 2018 verbesserte Sellers ihre Bestzeit als Achtzehnte beim New-York-City-Marathon auf 2:36:37 h.

## Persönliche Bestzeiten
- 5000 m (Halle): 16:00,95 min, 8. Februar 2012,  Seattle
- 10.000 m: 32:51,17 min, 6. April 2012,  Palo Alto
- Marathon: 2:36:37 h, 4. November 2018,  New York City